# Provincia de Nueva España
Nueva España fue una provincia de la Monarquía Española creada en 1812, durante la vigencia de la Constitución de Cádiz.  A pesar de su nombre, no comprendía el territorio del antiguo Virreinato de la Nueva España, sino únicamente a los del Reino de México, es decir los que hoy son el Estado de México (Hidalgo, Morelos y Querétaro), Michoacán (Guanajuato, San Luis Potosí, Colima), Oaxaca, Puebla (Guerrero), Tlaxcala, Veracruz y Yucatán (Campeche y Tabasco).
Su capital era la Ciudad de México. Estaba gobernada por un Jefe Político Superior nombrado por el Rey y una Diputación Provincial de siete miembros, elegida popularmente. Se subdividía en partidos, gobernados por Jefes Políticos Subalternos.
Con la restauración del absolutismo en 1814, esta provincia desapareció y su territorio fue nuevamente comprendido en el resucitado Virreinato de Nueva España, hasta que en 1820 se puso nuevamente en vigencia la Constitución de 1812 y se restableció la provincia. El último Virrey, Juan Ruiz de Apodaca, pasó a ser Jefe Político Superior de Nueva España y la constitución española fue restablecida en Nueva España por fin el 31 de mayo de 1820. En 1821 fue sustituido de facto en el gobierno por Francisco Novella. El 24 de septiembre asumió el cargo de Jefe Político Superior, Juan O'Donojú, el último titular antes de la independencia mexicana que solamente gobernó unos pocos días, porque el 27 de septiembre de 1821 asumieron el poder en México las autoridades del Imperio independiente. Posteriormente en calidad de interino, fue nombrado jefe político superior Francisco Lemaur el 12 de mayo de 1822.